# Зарін Роберт Петрович
Роберт Петрович Зарін (нар. 1880, місто Рига, тепер Латвія — розстріляний 30 січня 1938, місто Горький, тепер Нижній Новгород, Російська Федерація) — радянський діяч, революціонер, член ВЦВК. Член Центральної контрольної комісії ВКП(б) у 1930—1934 роках.

## Біографія
Народився в родині чорнороба заводу «Монтель» у місті Ризі. З 1890 року наймитував, пас худобу, навчався в сільській початковій школі, був розсильним хлопчиком колоніального магазину в Ризі.
У 1895—1898 роках — учень слюсаря заводу «Мотор» у Ризі. У 1898 році працював робітником заводу «Монтель» у Ризі. З 1898 по 1900 рік працював на заводі «Клейн». У 1900—1915 роках — робітник заводу «Ризька дротяна промисловість».
Член РСДРП(б) з 1901 року.
Брав активну участь у Першій російській революції 1905 року та в страйковому русі на заводах міста Риги. У 1915 році евакуювався до Києва, у січні 1916 переїхав до Криму, а в травні 1916 року — до Нижнього Новгорода, де працював робітником на заводі «Гранат» та в Кулібінському училищі.
У квітні 1917 року обраний членом Канавінського районного комітету РСДРП(б) міста Нижнього Новгорода, працював робітником на заводі «Этна».
З березня 1917 по червень 1918 року служив у Червоній гвардії в Нижньому Новгороді та в Москві. У 1918 році — в загоні комунарів, охороняв Кремль, брав участь у придушенні антибільшовицьких повстань в Нижньогородській губернії.
У червні 1918 — червні 1919 року — помічник комісара 1-го Нижньогородського батальйону військ ВЧК, на відповідальній роботі в Нижньогородській губернській надзвичайній комісії (губЧК). У червні 1919 — березні 1922 року — начальник камери попереднього ув'язнення Нижньогородської губернської надзвичайної комісії (губернського відділу ДПУ).
У березні 1922 — липні 1923 року — завідувач утилізаційного складу Нижньогородського губернського кустарного промторгу. У липні 1923 — вересні 1925 року — помічник завідувача складу № 2 «Заготметалу» Нижньогородської губернської Ради народного господарства.
У вересні 1925 — лютому 1926 року — комірник технічного відділу Верхньо-Волзького обласного відділення Держторгу вмісті Нижньому Новгороді.
У березні 1926 — грудні 1937 року — слюсар, інспектор школи фабрично-заводського учнівства по слюсарній справі, контролер з прийому деталей, інструктор школи фабрично-заводського учнівства заводу «Двигатель Революции» міста Нижного Новгорода (Горького). У березні 1936 — квітні 1937 року — директор курсів майстрів соціалістичної праці заводу «Двигатель Революции» в місті Горькому.
12 грудня 1937 року заарештований органами НКВС. Засуджений Воєнною колегією Верховного суду СРСР до страти, розстріляний 30 січня 1938 року в місті Горькому.
1956 року посмертно реабілітований.